# 10055 Silcher
10055 Silcher (1987 YC1) là một tiểu hành tinh vành đai chính được phát hiện ngày 22 tháng 12 năm 1987 bởi Freimut Börngen ở Tautenburg. Nó được đặt theo tên German composer Friedrich Silcher.